# Clocher trinitaire

Gotein-Libarrenx

Un clocher trinitaire, ou clocher souletin, est un clocher à 3 pointes typiques de la province de Soule (Pays basque français), que l'on retrouve aussi en Béarn. Les pointes symbolisent la Sainte-Trinité.
Il se situe en général sur la façade plate de l'église. Pour cette raison, il est parfois qualifié de clocher-mur.

## Liste
La liste suivante, non exhaustive, recense les édifices comportant un clocher trinitaire :
- Agnos : église Notre-Dame-de-l'Assomption
- Alos-Sibas-Abense : église Saint-Julien-d'Antioche d'Abense de Haut
- Arrast : église Sainte-Lucie
- Aussurucq : église Saint-Martin
- Berrogain-Laruns : église Saint-Thomas de Berrogain
- Charritte-de-Bas : église Saint-Jean-Baptiste
- Chéraute : chapelle Notre-Dame-de-Lourdes de Hoquy
- Domezain-Berraute : église de Berraute
- Espès-Undurein : église Sainte-Catherine d'Undurein
- Gotein-Libarrenx : église Saint-André de Gotein
- Geüs-d'Oloron : église Notre-Dame
- Idaux-Mendy :
  - Église Saint-Pierre d'Idaux
  - Église Saint-Martin de Mendy
- Laguinge-Restoue : église Saint-Étienne de Restoue
- Mauléon-Licharre :
  - Chapelle du lycée Saint-François
  - Église Notre-Dame de la Haute Ville
- Moncayolle-Larrory-Mendibieu : église Sainte-Engrâce
- Musculdy : chapelle Saint-Antoine au col d'Osquich
- Saint-Yaguen : église Saint-Jacques-le-Majeur
- Sauguis-Saint-Étienne : église Saint-Martin de Sauguis
- Viellenave-de-Navarrenx : église Saint-Pierre
- Viodos-Abense-de-Bas :
  - Église Saint-André de Viodos
  - Église de l'Assomption d'Abense-de-Bas

## Galerie d'images

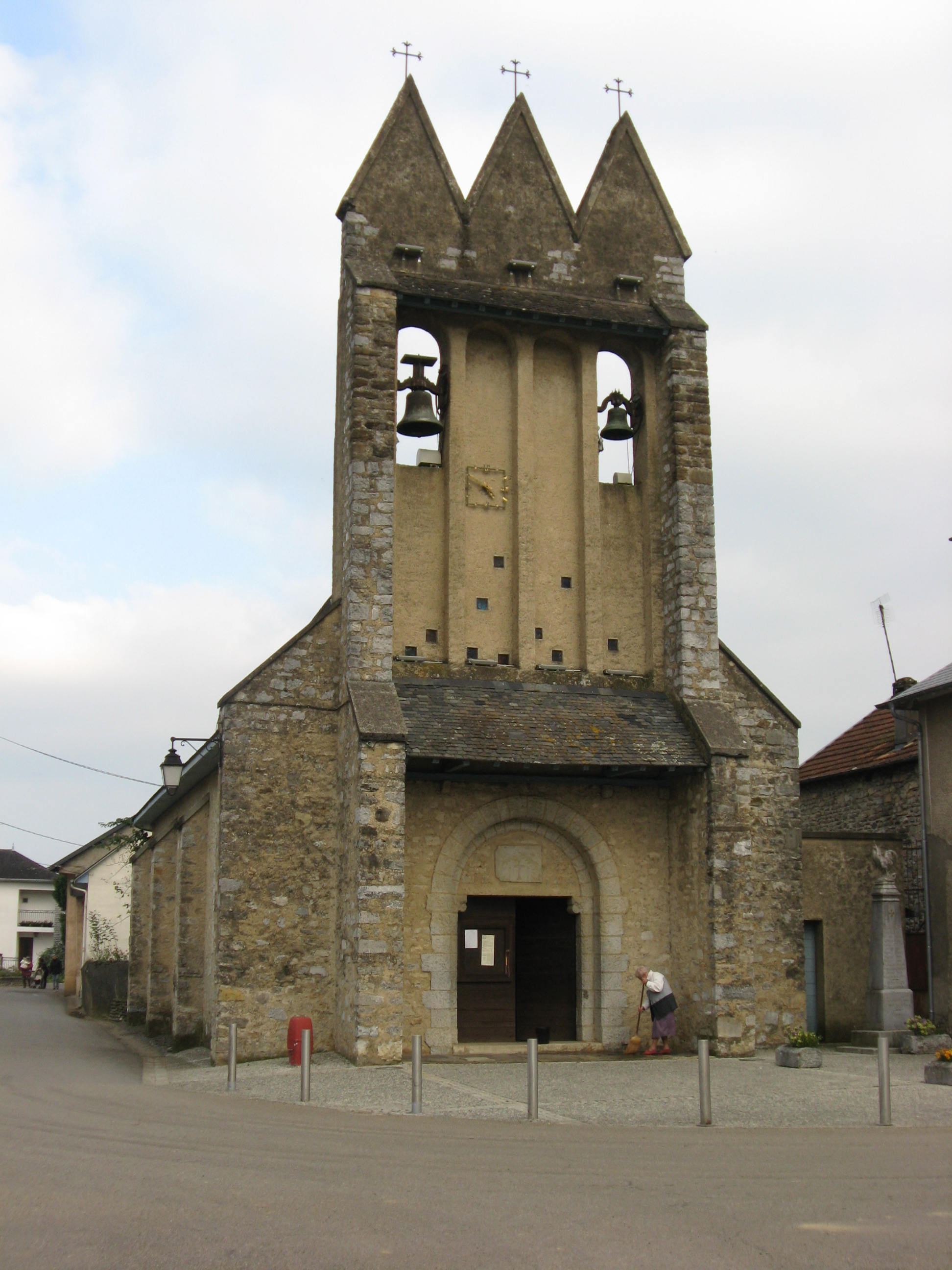
Agnos
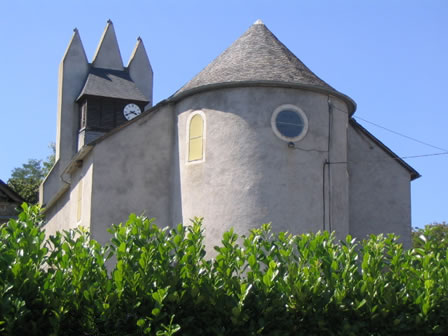
Berrogain-Laruns
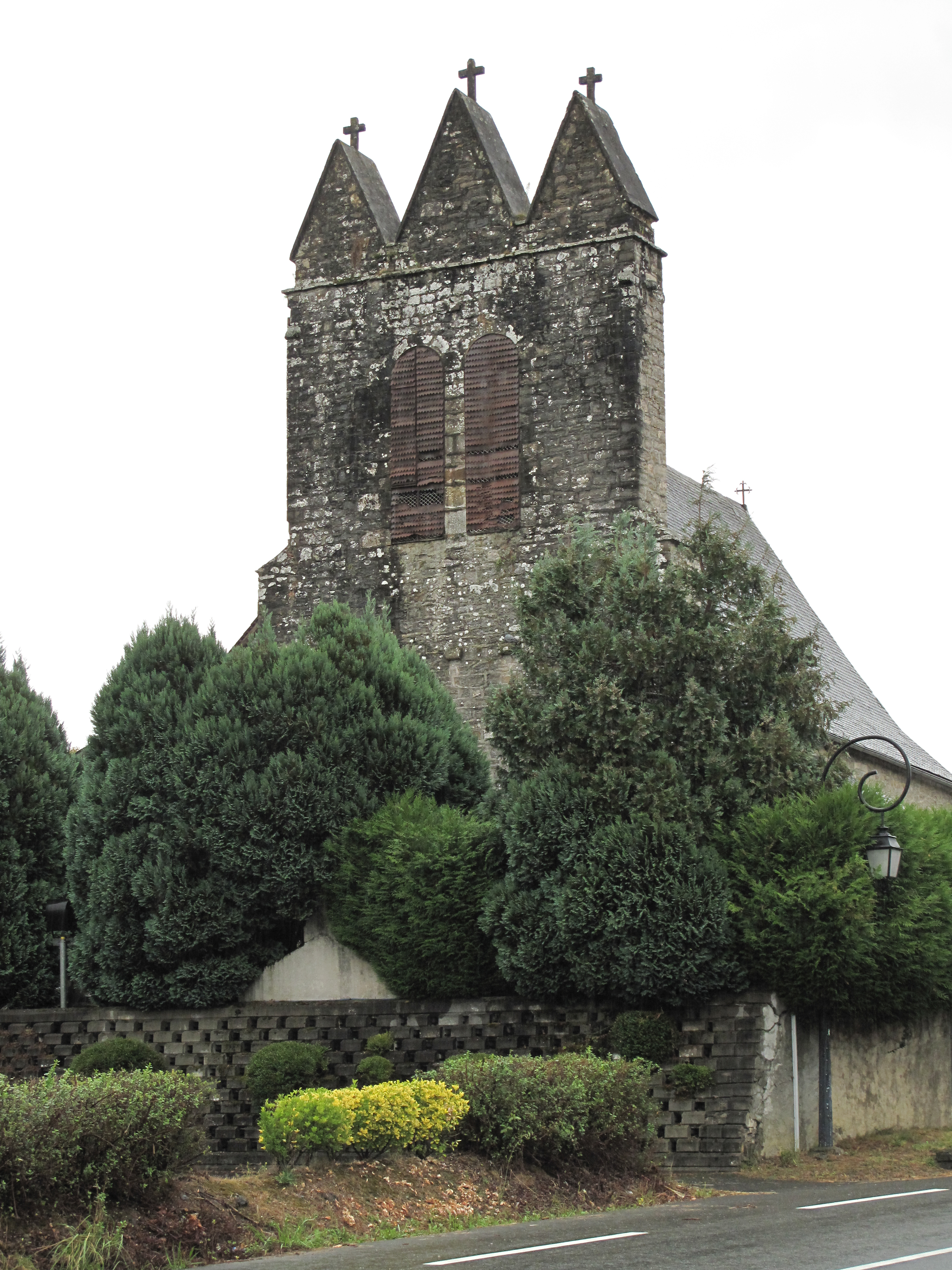
Charritte-de-Bas
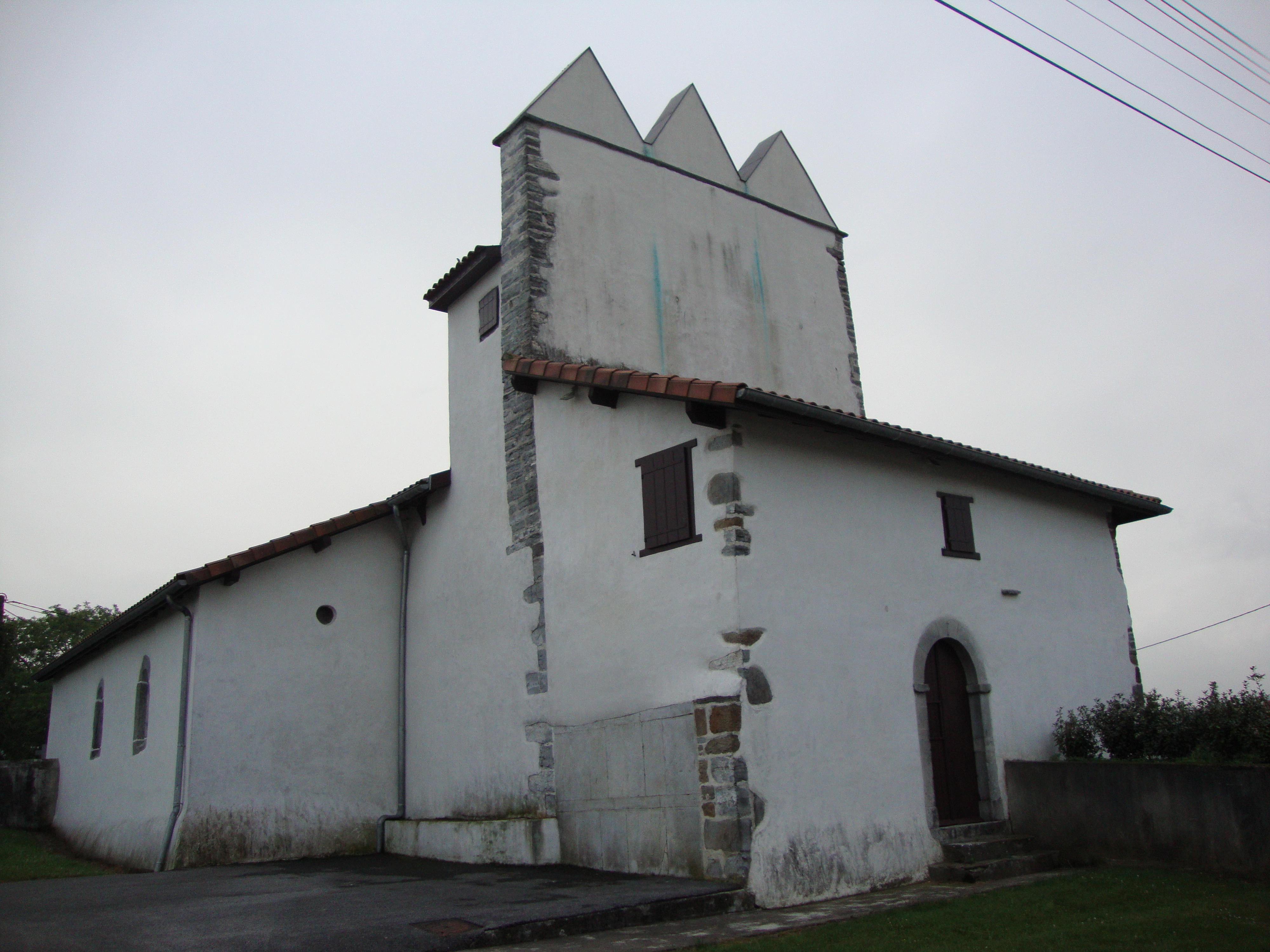
Berraute
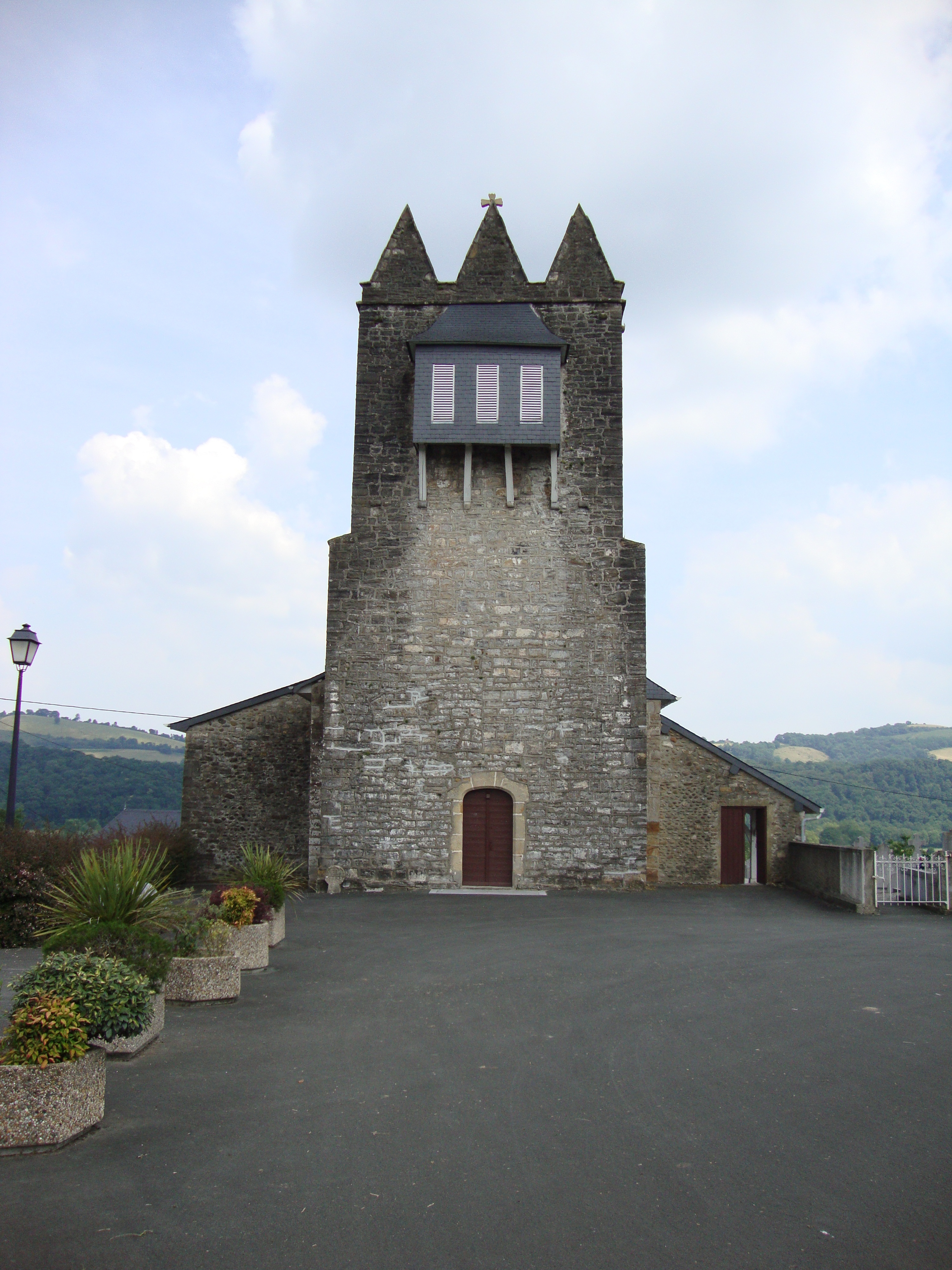
Undurein
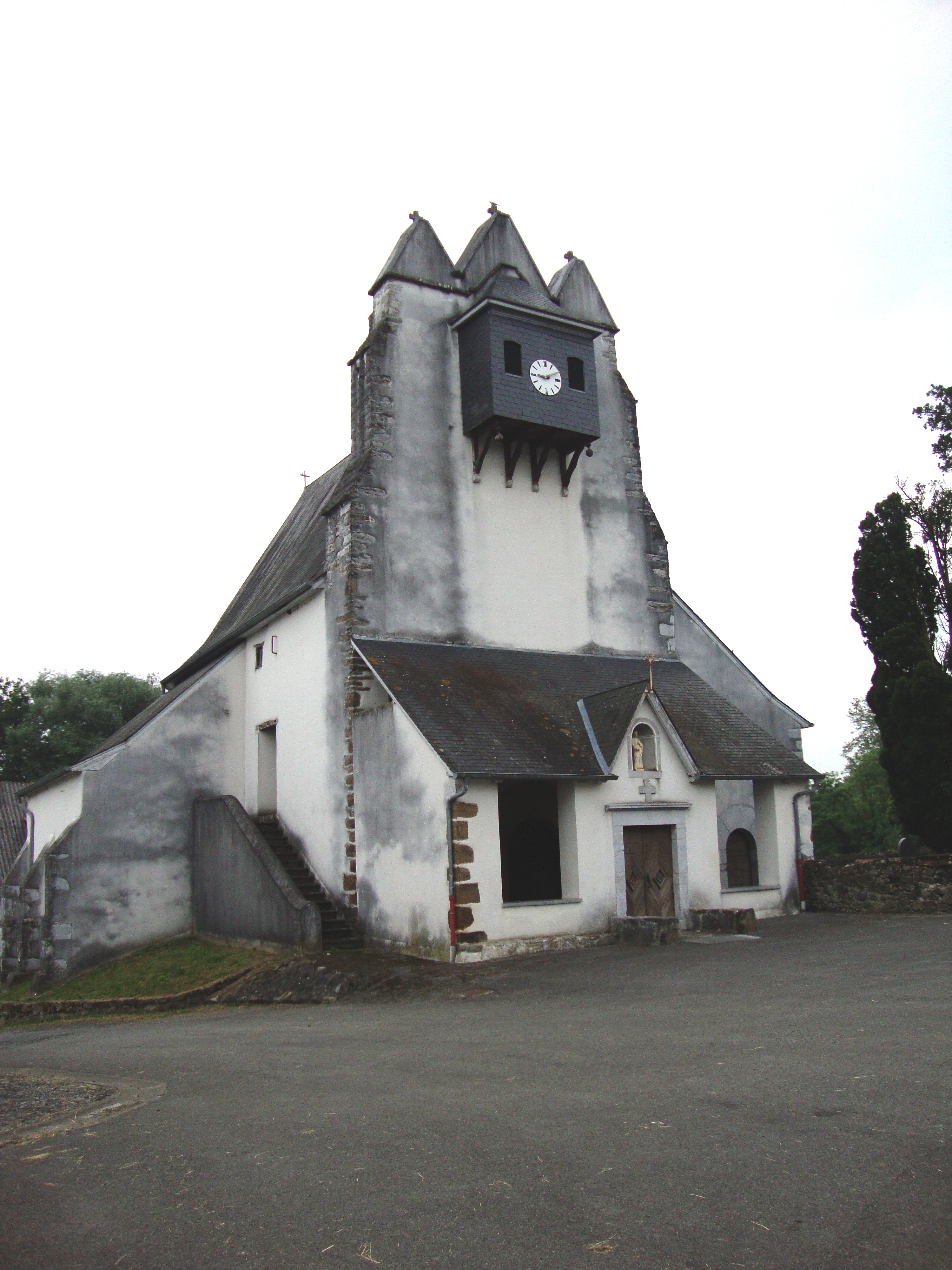
Idaux
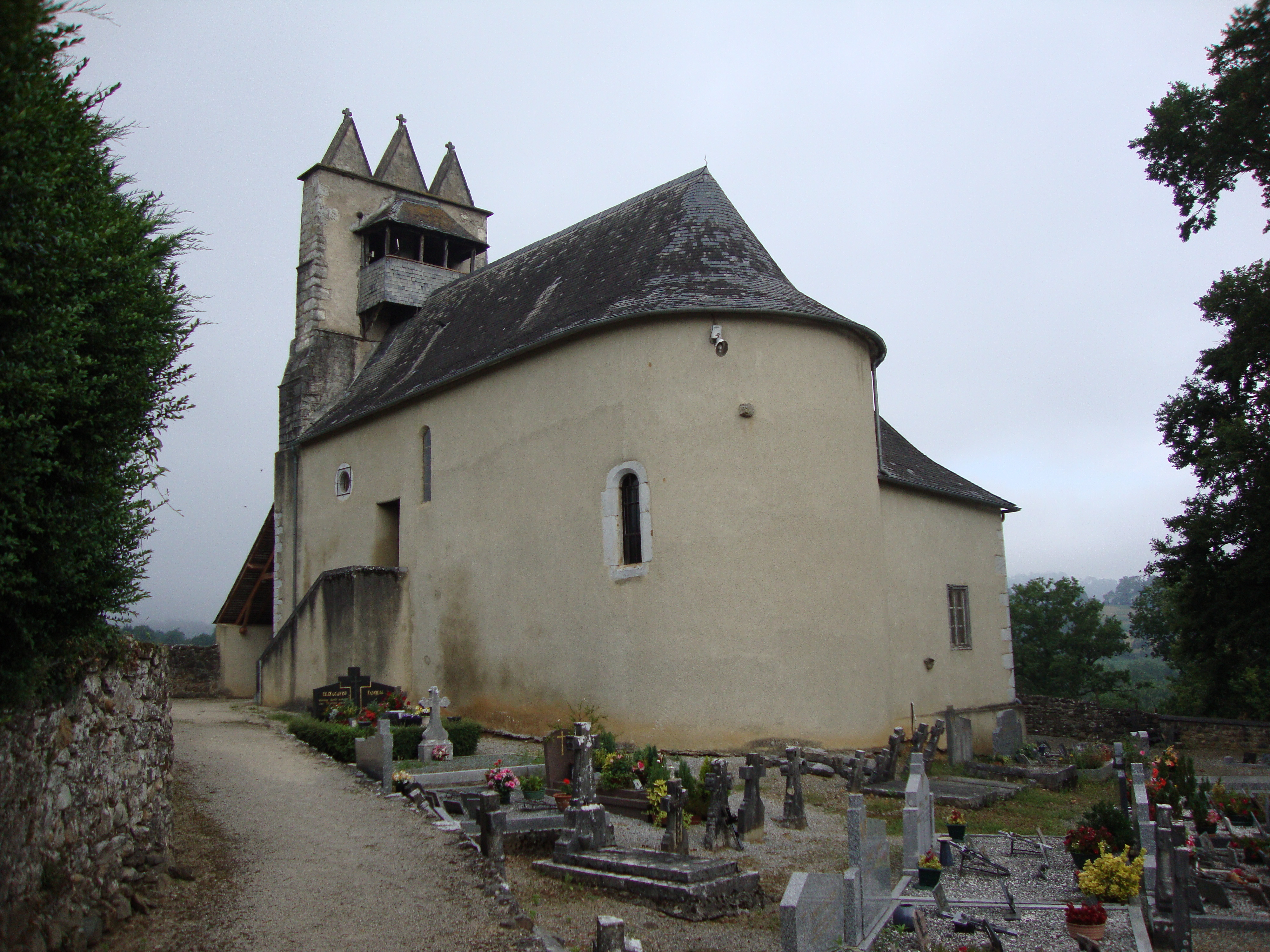
Mendy
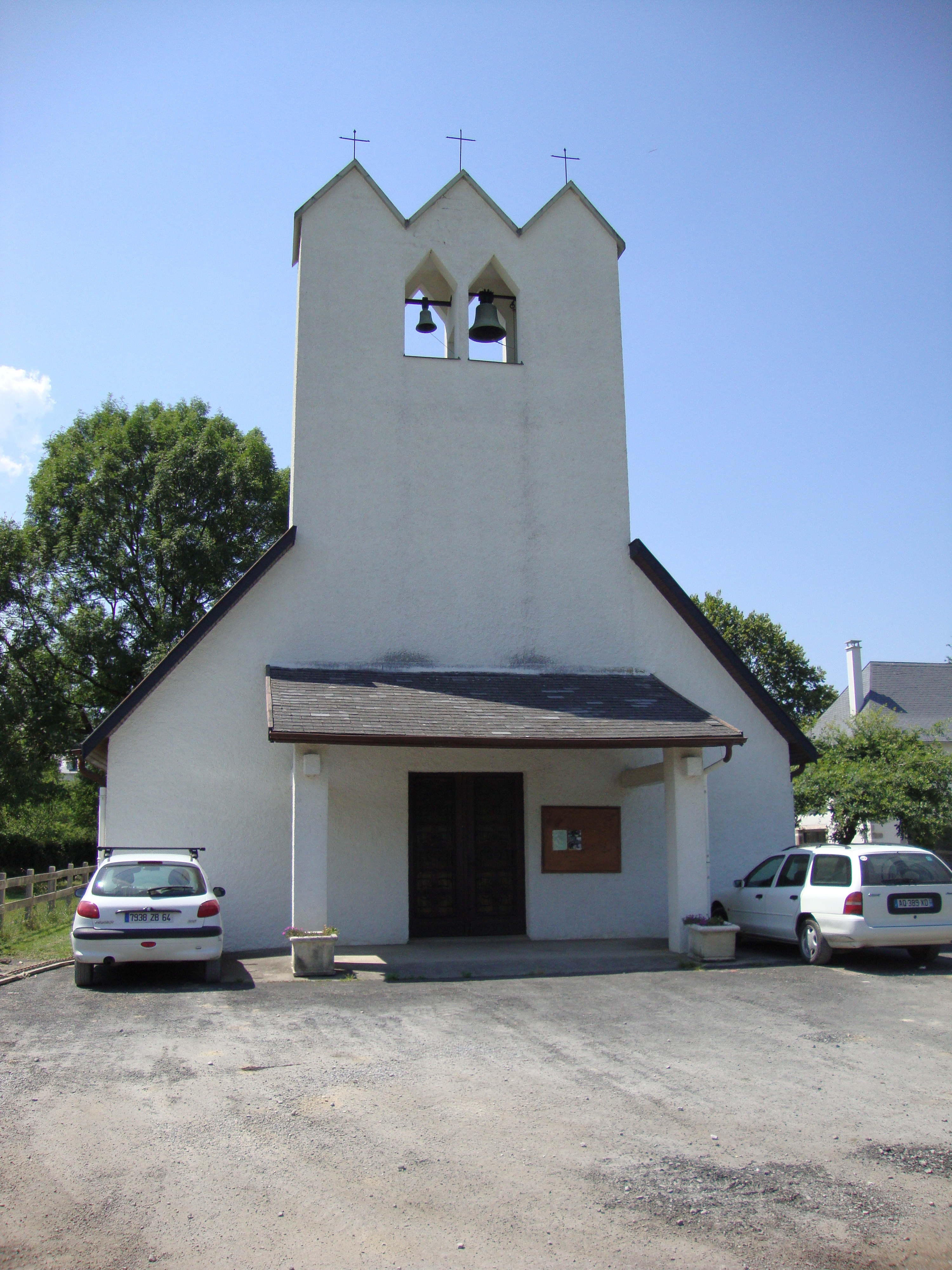
Abense
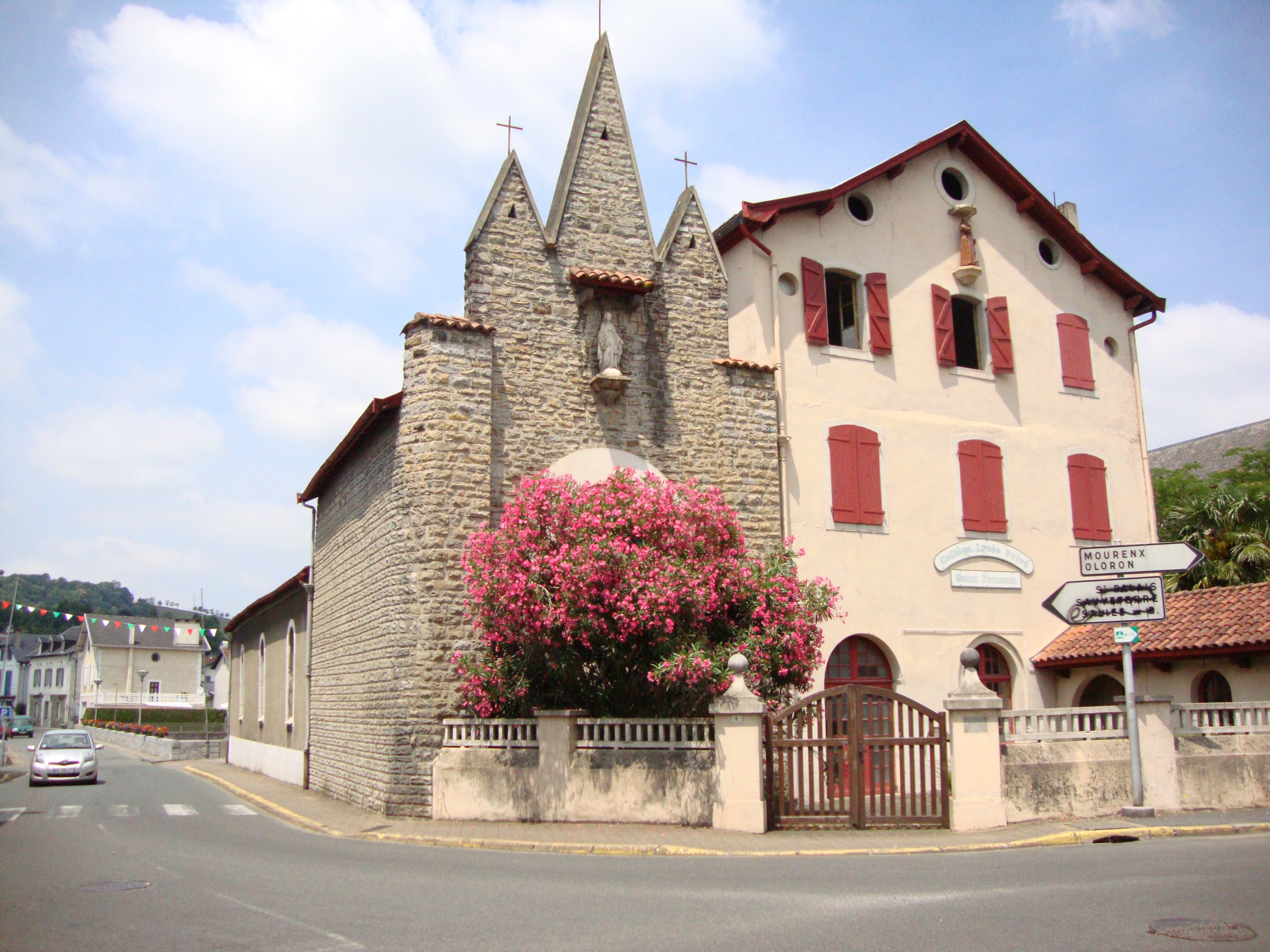
Mauléon-Licharre, la chapelle du lycée Saint-François
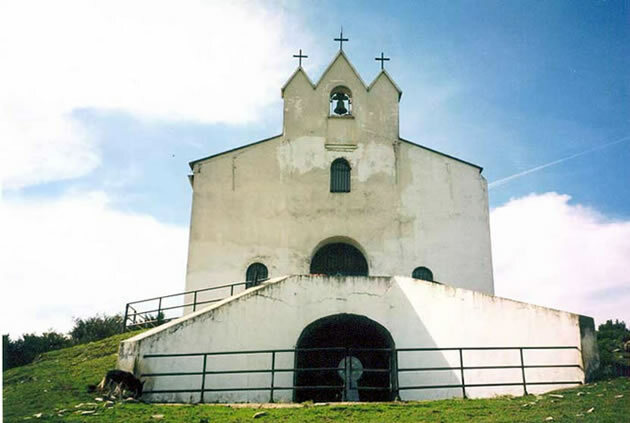
Chapelle Saint-Antoine du col d'Osquich
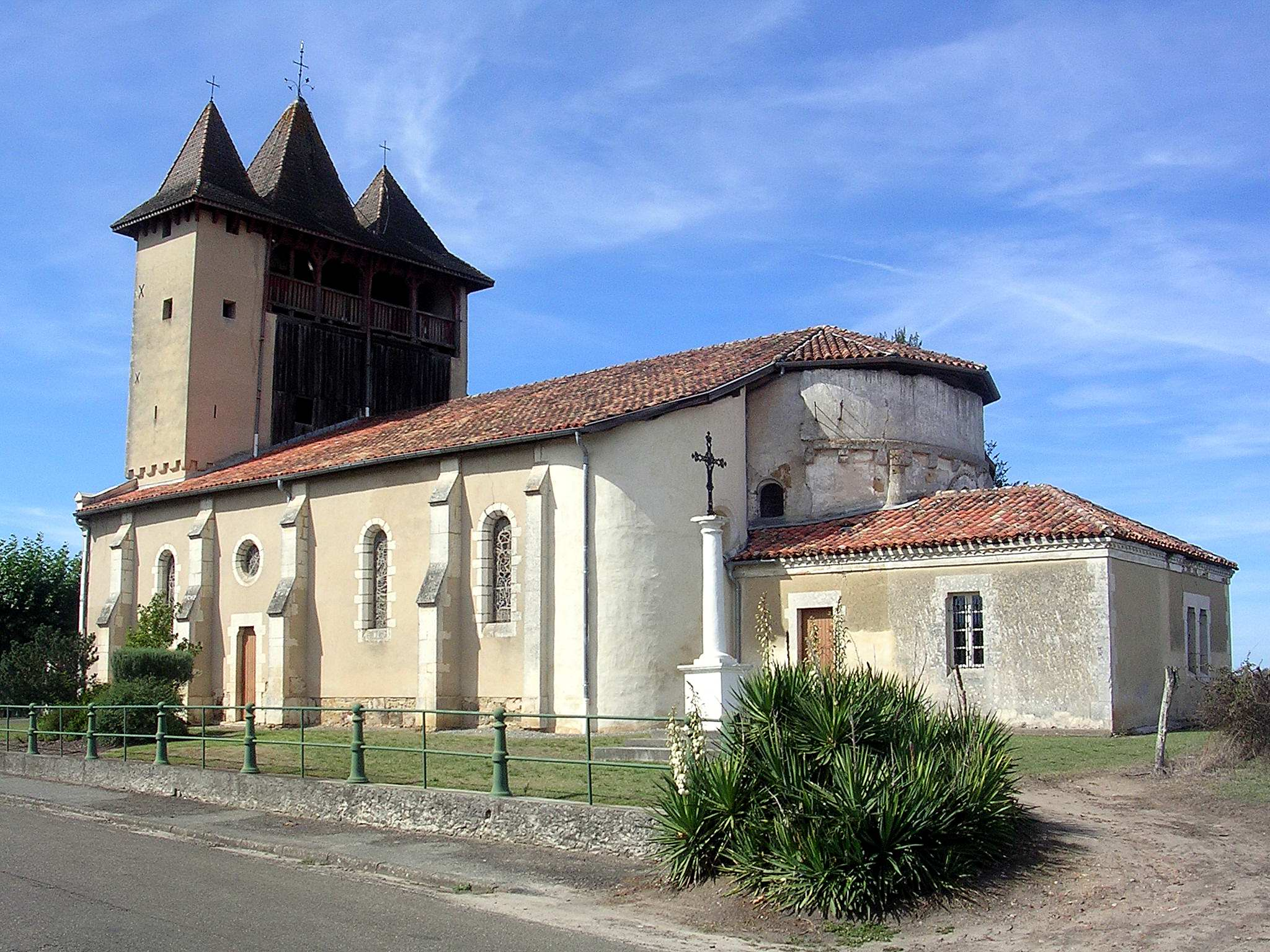
Église Saint-Jacques-le-Majeur de Saint-Yaguen
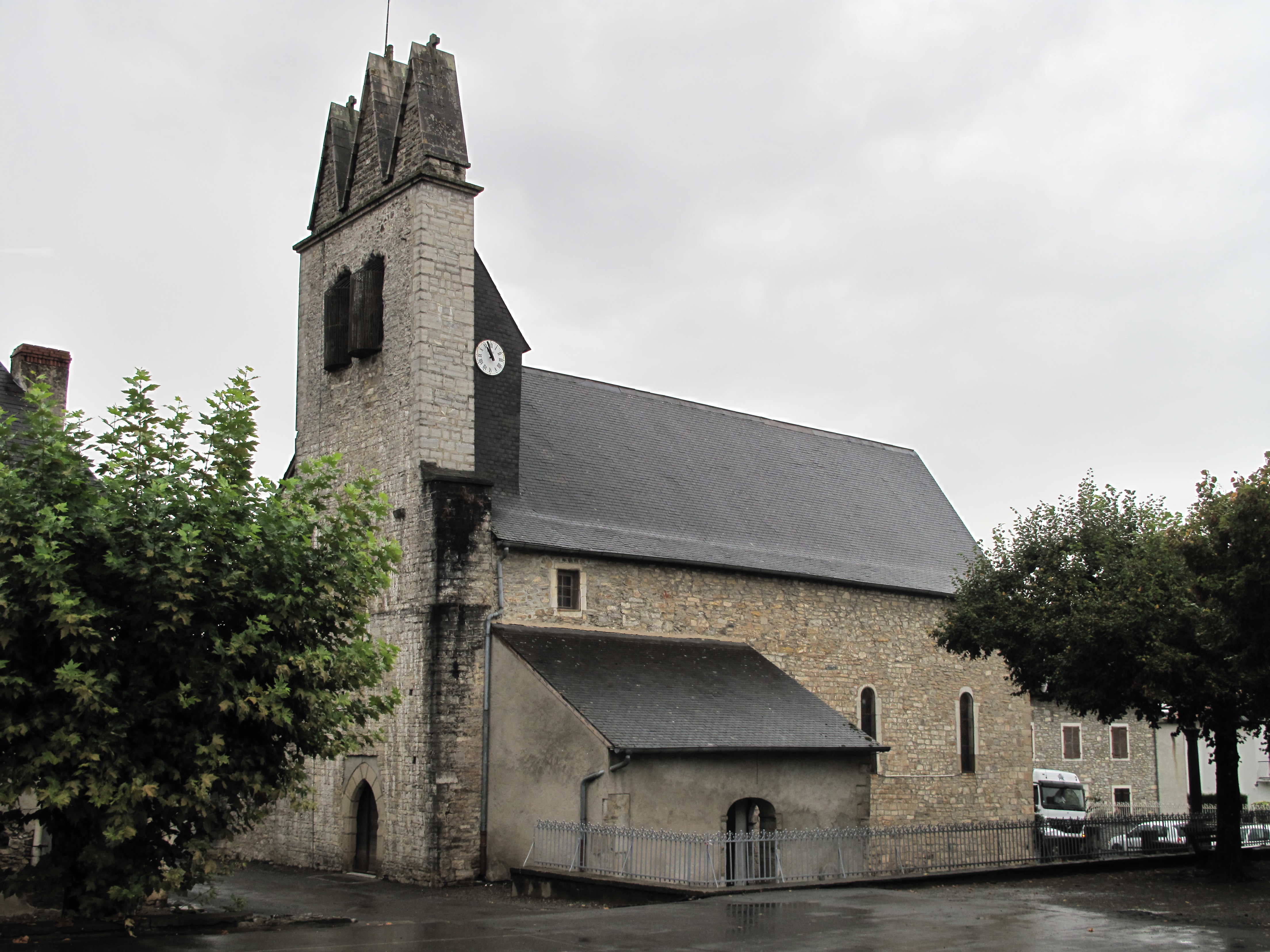
Viodos

## Pour approfondir